# Junta Calificadora de Conocimientos de Valenciano
La Junta Calificadora de Conocimientos de Valenciano (Junta Qualificadora de Coneixements de Valencià oficialmente y en valenciano) es un organismo creado mediante Decreto 173/1985, de 28 de octubre del Consejo de la Generalidad Valenciana (en el marco de la Ley de Uso y Enseñanza del Valenciano, que prevé una normalización lingüística del valenciano tanto en los empleados públicos como en los medios de comunicación) que está encargada de "establecer y efectuar las pruebas para la obtención de certificaciones de conocimientos de valenciano por parte de la población adulta". Su ámbito de actuación es tanto dentro de la Comunidad Valenciana, en la cual hay pruebas para acreditar distintos niveles de valenciano dos veces al año en distintas localidades repartidas en todo el territorio de las tres provincias, Alicante, Castellón y Valencia, como fuera de ella, con pruebas extraordinarias organizadas tanto en Europa como en Latinoamérica.

## Tipos de certificados

### Certificados de conocimientos generales
- A2 Conocimientos orales.[2]
- B1 Grado Elemental[2] (el cual se obtiene automáticamente al acabar la ESO y un curso de Bachillerato, siempre que se haya cursado y aprobado la asignatura de valenciano: lengua y literatura).
- B2 Grado Intermedio.[2]
- C1 Grado Medio-Superior (Antiguo "Mitjà").[2]
- C2 Grado Superior.[2]

### Certificados de capacitación técnica
- Lenguaje Administrativo.[2]
- Corrección de Textos.[2]
- Lenguaje en los Medios de Comunicación.[2]